# Palana
Palana (rus: Пала́на; en koriak: Ӄычг'эт, Пыльг''ын) és un assentament de tipus urbà a Koriàkia, al krai de Kamtxatka. Està situat a la costa oest de la península de Kamtxatka, a la riba dreta del riu Palana i a 8 quilòmetres de la mar d'Okhotsk. Era la capital del Districte Autònom dels Koriaks, quan aquest era un subjecte federal de Rússia, i ho segueix essent ara que Koriàkia només és un districte administratiu del krai de Kamtxatka.
Disposa d'un aeroport regional, l'Aeroport de Palana, i una carretera d'hivern al llarg de la costa cap a Petropàvlovsk Kamtxatski.

## Clima
Palana té un clima subàrtic (Classificació de Köppen: Dfc), intermedi entre el de Sakhà i la costa oriental de Kamtxatka. La mar d'Okhotsk es glaça durant l'hivern i per això hi ha menys moderació de temperatures durant aquesta estació que a la costa pacífica de la península. La depressió de les illes Aleutianes tendeix per produir menys precipitació atmosfèrica.
| Dades climàtiques a Palana (1955-1991) | Dades climàtiques a Palana (1955-1991) | Dades climàtiques a Palana (1955-1991) | Dades climàtiques a Palana (1955-1991) | Dades climàtiques a Palana (1955-1991) | Dades climàtiques a Palana (1955-1991) | Dades climàtiques a Palana (1955-1991) | Dades climàtiques a Palana (1955-1991) | Dades climàtiques a Palana (1955-1991) | Dades climàtiques a Palana (1955-1991) | Dades climàtiques a Palana (1955-1991) | Dades climàtiques a Palana (1955-1991) | Dades climàtiques a Palana (1955-1991) | Dades climàtiques a Palana (1955-1991) |
| Mes                                    | gen                                    | febr                                   | març                                   | abr                                    | maig                                   | juny                                   | jul                                    | ag                                     | set                                    | oct                                    | nov                                    | des                                    | anual                                  |
| -------------------------------------- | -------------------------------------- | -------------------------------------- | -------------------------------------- | -------------------------------------- | -------------------------------------- | -------------------------------------- | -------------------------------------- | -------------------------------------- | -------------------------------------- | -------------------------------------- | -------------------------------------- | -------------------------------------- | -------------------------------------- |
| Màxima rècord °C (°F)                  | 7.8 (46)                               | 10.0 (50)                              | 12.0 (53.6)                            | 15.0 (59)                              | 19.7 (67.5)                            | 29.1 (84.4)                            | 29.7 (85.5)                            | 28.0 (82.4)                            | 21.1 (70)                              | 19.0 (66.2)                            | 12.0 (53.6)                            | 11.0 (51.8)                            | 29.7 (85.5)                            |
| Màxima mitjana °C (°F)                 | −12.5 (9.5)                            | −11.5 (11.3)                           | −6.5 (20.3)                            | −0.1 (31.8)                            | 6.9 (44.4)                             | 13.2 (55.8)                            | 16.5 (61.7)                            | 15.6 (60.1)                            | 11.6 (52.9)                            | 4.6 (40.3)                             | −3.8 (25.2)                            | −10.1 (13.8)                           | 1.9 (35.4)                             |
| Mitjana diària °C (°F)                 | −17.1 (1.2)                            | −16.7 (1.9)                            | −12.3 (9.9)                            | −4.7 (23.5)                            | 2.5 (36.5)                             | 8.1 (46.6)                             | 11.5 (52.7)                            | 11.1 (52)                              | 6.8 (44.2)                             | 0.4 (32.7)                             | −7.8 (18)                              | −14.6 (5.7)                            | −2.9 (26.8)                            |
| Mínima mitjana °C (°F)                 | −22.8 (−9)                             | −22.8 (−9)                             | −19.3 (−2.7)                           | −11 (12)                               | −2.4 (27.7)                            | 2.2 (36)                               | 5.8 (42.4)                             | 5.6 (42.1)                             | 1.0 (33.8)                             | −4.6 (23.7)                            | −13.1 (8.4)                            | −20.1 (−4.2)                           | −8.7 (16.3)                            |
| Mínima rècord °C (°F)                  | −47 (−53)                              | −42.8 (−45)                            | −38.9 (−38)                            | −29.5 (−21.1)                          | −19.4 (−2.9)                           | −5 (23)                                | −2.2 (28)                              | −7.8 (18)                              | −11.1 (12)                             | −21 (−6)                               | −34 (−29)                              | −40 (−40)                              | −47 (−53)                              |
| Precipitació mitjana mm (polzades)     | 27.4 (1.079)                           | 17.5 (0.689)                           | 21.5 (0.846)                           | 36.8 (1.449)                           | 41.1 (1.618)                           | 66.5 (2.618)                           | 82.8 (3.26)                            | 89.5 (3.524)                           | 72.8 (2.866)                           | 107.7 (4.24)                           | 79.9 (3.146)                           | 41.9 (1.65)                            | 685.4 (26.985)                         |
| Font: climatebase.ru (1955-1991)       |                                        |                                        |                                        |                                        |                                        |                                        |                                        |                                        |                                        |                                        |                                        |                                        |                                        |